# Raïon de Petrykaw
Le raïon de Petrykaw (en biélorusse : Петрыкаўскі раён, Petrykawski raïon ; en russe : Петриковский район, Petrikovski raïon) est une subdivision de la voblast de Homiel, en Biélorussie. Son centre administratif est la ville de Petrykaw.

## Géographie
Le raïon couvre une superficie de 2 820 km2 dans l'ouest de la voblast. Il est arrosé par la Pripiat et la Ptsich. La forêt occupe 56 % du territoire du raïon. Il est limité au nord par la voblast de Minsk (raïon de Liouban) et le raïon d'Aktsiabarski, à l'est par le raïon de Kalinkavitchy, au sud par le raïon de Mazyr et le raïon de Leltchytsy, à l'ouest par le raïon de Jytkavitchy.

## Histoire
Le raïon a été fondé le 17 juillet 1924.

## Population

### Démographie
Les résultats des recensements de la population (*) font apparaître une baisse de la population depuis 1959. Ce déclin s'est accéléré dans les premières années du XXIe siècle :
| 1959*  | 1970*  | 1979*  | 1989*  | 1999*  | 2009*  |
| ------ | ------ | ------ | ------ | ------ | ------ |
| 60 842 | 62 883 | 55 238 | 49 074 | 43 963 | 33 960 |

### Villes
Le raïon est peu urbanisé : la population urbaine ne regroupe que 41,2 % de la population totale et la population rurale 57,8 %. Le raïon compte une seule ville, Petrykaw, son centre administratif, et une commune urbaine, Kapatkevitchy (3 599 habitants en 2010).

### Nationalités
Selon les résultats du recensement de 2009, la population du raïon se composait de trois nationalités principales :
- 94,29 % de Biélorusses ;
- 3,55 % de Russes ;
- 1,26 % d'Ukrainiens.

### Langues
En 2009, la langue maternelle était le biélorusse pour 83,5 % des habitants et le russe pour 14,1 %. Le biélorusse était parlé à la maison par 56,4 % de la population et le russe par 33,9 %.